# Torta al cioccolato
La torta al cioccolato o torta al cacao è una torta diffusa in tutto il mondo e di cui vi sono molte varianti.

## Storia
La torta al cioccolato risale al 17º secolo, quando il cacao in polvere proveniente dalle Americhe iniziò ad essere usato per preparare le torte. Nel 1828 l'olandese Coenraad Johannes van Houten ideò un metodo per fabbricare del cacao parzialmente sgrassato che poteva venire polverizzato. Tale sistema consisteva nell'estrazione del grasso (o burro) del cacao dalla sua massa. Con il passare degli anni il cioccolato, originariamente un lusso per pochi, divenne uno spuntino poco costoso. Nel 1879 Rodolphe Lindt sviluppò un processo per produrre del cioccolato più liscio e setoso chiamato concaggio. Il cioccolato così raffinato diveniva più idoneo per essere amalgamato con le pastelle per dolci e cotto in forno. Nel corso dell'Ottocento e per alcuni anni del Novecento il cacao veniva quasi esclusivamente usato per preparare delle bevande e fungeva da ripieno per torte o ingrediente per preparare le glasse.

## Negli Stati Uniti d'America
Le prime torte al cacao negli Stati Uniti risalgono al 1886, anno a partire dal quale i cuochi americani iniziarono ad aggiungere cioccolato alla pastella.
La Duff Company, un'azienda produttrice di melassa di Pittsburgh, inventò le miscele per preparare delle devil's food cake a metà degli anni trenta ma, a causa dello scoppio della seconda guerra mondiale, la ditta fu costretta a interromperne la produzione. Duncan Hines introdusse il Three Star Special (così chiamato perché, grazie a una sola confezione, era possibile preparare una torta bianca, gialla o al cioccolato) tre anni dopo le miscele per torte della General Mills. Grazie alla sua invenzione, Hines conquistò il 48% del mercato dei mix per torte in sole tre settimane.
Durante gli anni ottanta, negli Stati Uniti, presero piede le torte chocolate decadence. Durante il decennio decente guadagnarono in popolarità i fondenti al cioccolato aromatizzati al tè, curry, peperoncino, frutto della passione o champagne. Negli anni 2000 si diffusero i saloni dedicati al dolce e il cioccolato prodotto artigianalmente. Secondo quanto riporta un articolo del 2001 del New Taste of Chocolate, le torte al cioccolato che hanno pochissima farina o ne sono prive sono divenute uno "standard della moderna pasticceria".